# Mwabvi Wildlife Reserve
Mwabvi Wildlife Reserve ist ein Tierschutzgebiet ganz im Süden von Malawi in unmittelbarer Nähe von Bangula und westlich davon.
Es finden sich dort schwarze Nashörner, Impalas, Zebras und Säbelantilopen in geringer Anzahl. Der Bürgerkrieg und die Hungersnöte im unmittelbar angrenzenden Mosambik zeigen bis heute ihre Spuren.